# Stiftung Bergmangebäude auf Fårö
Stiftung Bergmangebäude auf Fårö (Stiftelsen Bergmangårdarna på Fårö) ist eine norwegische Stiftung mit der Aufgabe, ein Kulturzentrum in den ehemals von dem schwedischen Regisseur und Schriftsteller Ingmar Bergman bewohnten und genutzten Gebäuden auf der schwedischen Insel Fårö zu betreiben. Leiterin ist Kerstin Brunnberg, ehemalige CEO des Schwedischen Radios.

## Geschichte
Die Stiftung wurde im Jahre 2009 gegründet im Zusammenhang mit dem geplanten Verkauf von vier Immobilien Bergmans auf Fårö (Hammars, Ängen, Dämba und Skrivarstugan) an den norwegischen Finanzier Hans Gude Gudesen. Gudesen verpflichtete sich, die Gebäude zu unterhalten und sie kostenfrei der gegründeten Stiftung langfristig zu überlassen. Die Stiftung soll gemäß dem Stiftungszweck ein internationaler Treffpunkt für darstellende und bildende Künstler sowie Wissenschaftler sein, die Arbeitsstipendien erhalten sollen. Sie werden kostenfrei in den Gebäuden wohnen können. Weiterhin sollen Festivals, Seminare und Aktivitäten für Kinder und Jugendliche stattfinden. Vorgesehen ist unter anderem ein jährliches Winterfestival. Die öffentlichen Aktivitäten sollen an den üblichen Treffpunkten Gotlands stattfinden, so zum Beispiel in der Kirche und der alten Schule von Fårö. 
Bergmans Tochter Linn Ullmann hatte hierzu die Initiative ergriffen. Die Aktivitäten begannen im Herbst 2010. Ursprünglich sollte der bisherige Programm- und Planungschef des Schwedischen Radiosinfonieorchesters, Hanns Rodell, 2010 zum künstlerischen Leiter ernannt werden. Entgegen dieser früheren Ankündigung übernahm schließlich Jannike Åhlund diese Position zum 1. August 2010.
Die Stiftung beteiligt sich seit ihrer Gründung an der alljährlich im Sommer stattfindenden Ingmar-Bergman-Woche auf Fårö.
Im Sommer und Herbst 2011 wurden zwölf Stipendiaten gefördert, unter anderem der deutsche Regisseur Thomas Knauf.
Jannike Åhlund wechselte im Frühjahr 2012 hauptamtlich in das Bergmancenter auf Fårö.

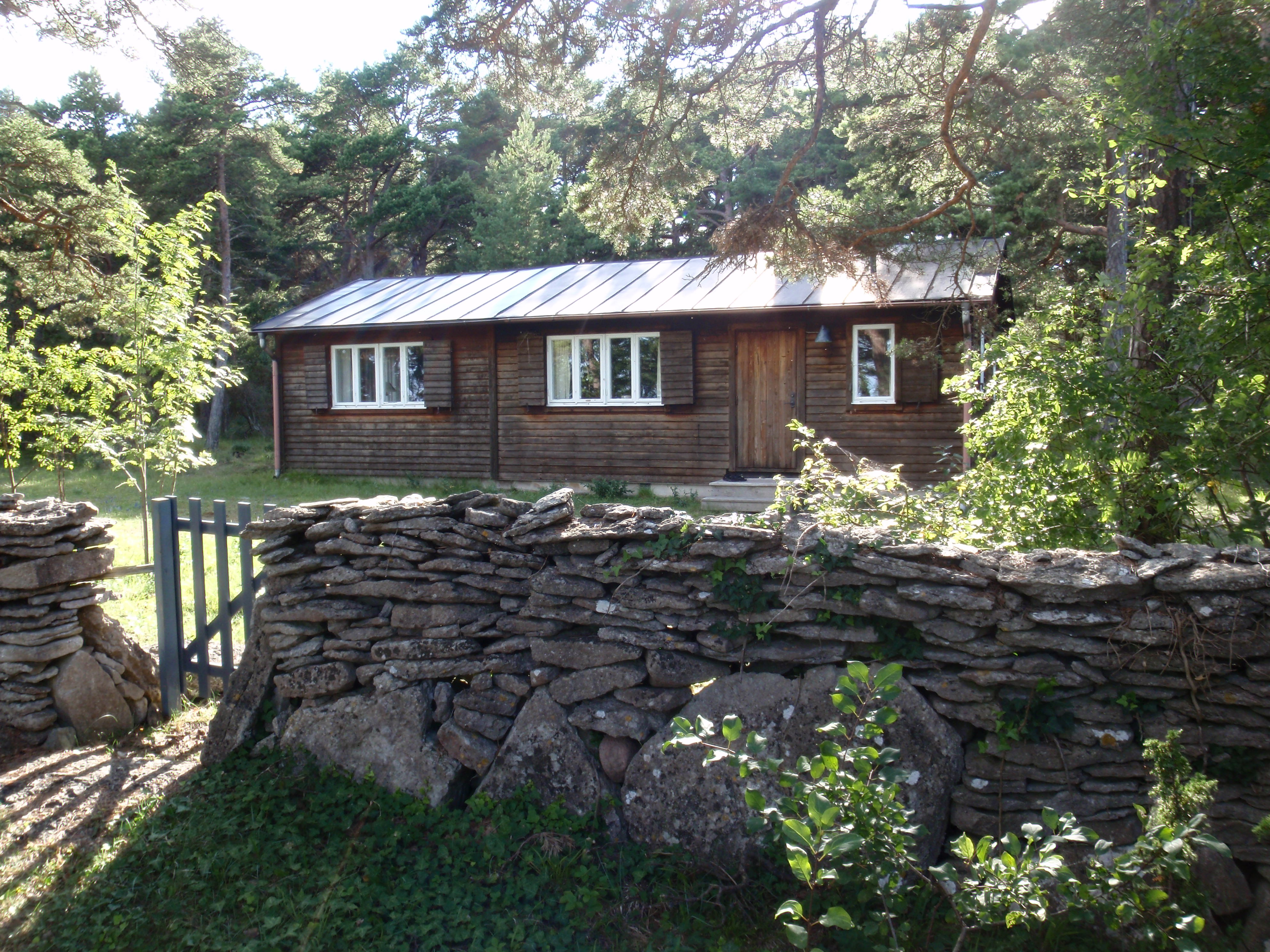
Bürogebäude in Hammars
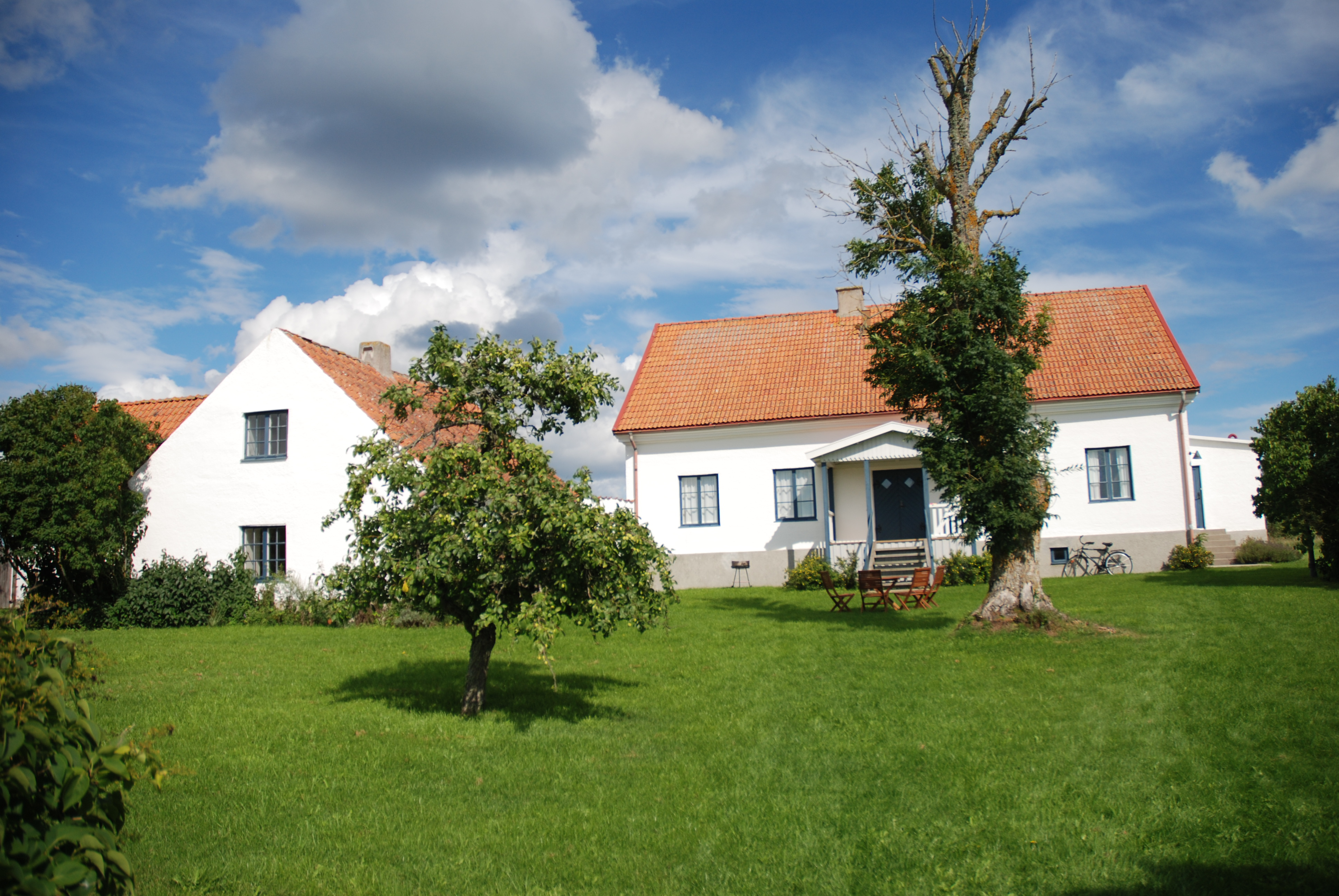
Dämba
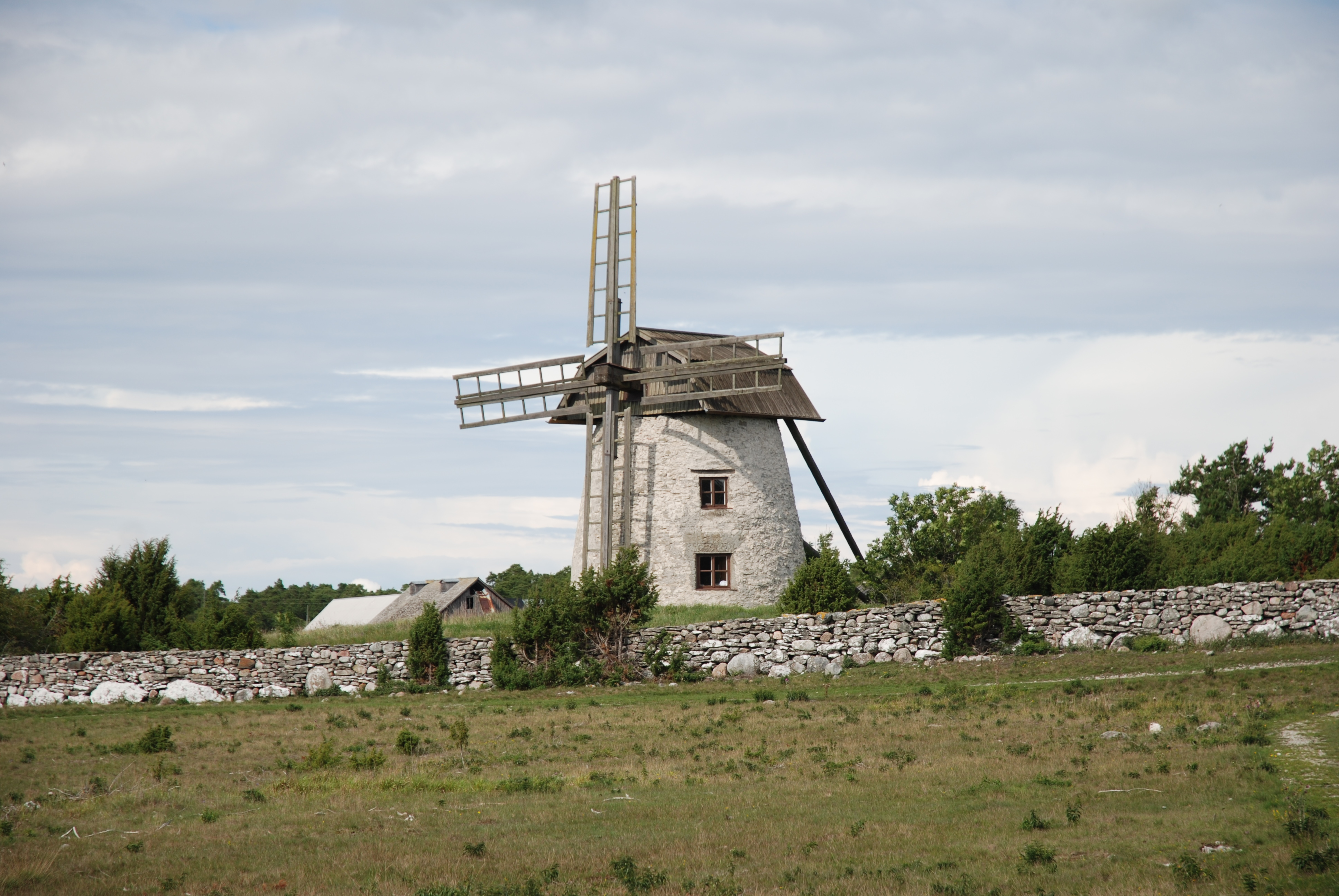
Windmühle in Dämba
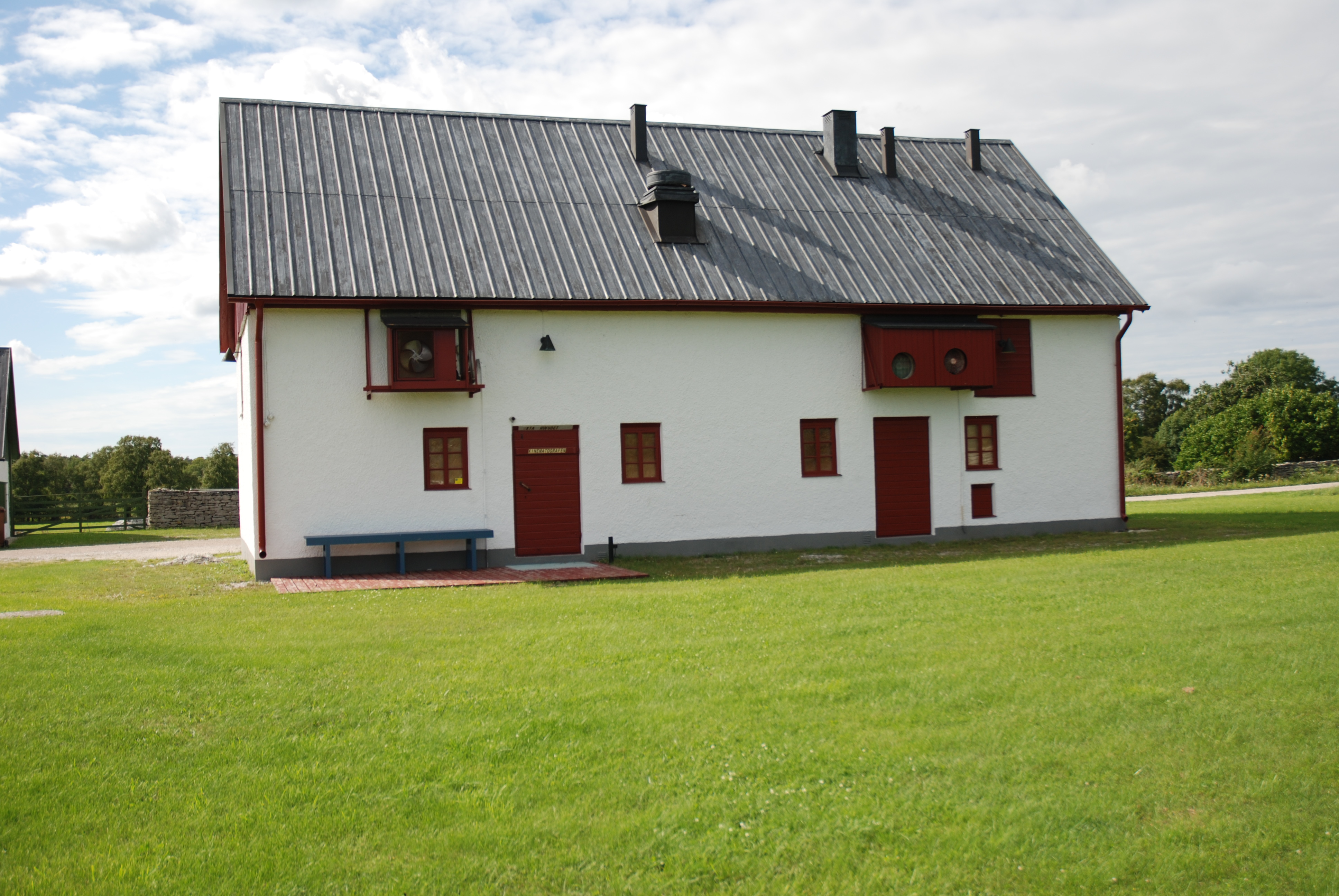
Kinogebäude in Dämba